# Гельєрит
Гельєрит — гідратований мінерал, карбонат нікелю з хімічною формулою NiCO3·6(H2O). Має колір від світло-блакитного до яскраво-зеленого, твердість за шкалою Мооса 2,5, склоподібний блиск, білу рису та кристалізується в моноклінній системі. Габітус кристала являє собою пластинчасті та мамілярні інкрустації на його матриці. Згідно з рентгенівською кристалографією, це пентагідрат. Тверда речовина складається з субодиниць [Ni2(CO3)2(H2O)8] з додатковою парою гідратної води.

## Прояви
Середовище утворення, пов'язане лише з метаморфізованими ультраосновними породами, є діагностичним порівняно з гаспеїтом, іншим карбонатом нікелю, який пов'язаний із супергенним вивітрюванням сульфідів нікелю.
Гельєрит утворюється в площинах зсуву в серпентиніті, що утворюються в результаті карбонитизації серпентиніту. Гельєрит утворюється в цьому середовищі в багатих на нікель серпентинітах, які є метаморфізованими еквівалентами ультраосновних кумулятивних порід, таких як перидотит і дуніт. Перидотит і дуніт у свіжому вигляді можуть містити до ~4000 ppm нікелю в олівіні.
Вперше мінерал виявили в 1958 році в шахті Old Lord Brassy, Тасманія, Австралія, і назвали його на честь Генрі Гелльєра (1791—1832), головного геодезиста компанії Van Diemens Land. Про знахідки також повідомляється з родовища нікелю «Пафурі» в провінції Лімпопо, Південна Африка.